# 552681 Sosvera
552681 Sosvera este o planetă minoră (asteroid) din centura de asteroizi. A fost descoperită pe 21 octombrie 2012 la Piszkéstetői Obszervatórium⁠(d) de  și a fost numită după T. Sós Vera⁠(d). 
Obiectul prezintă o orbită caracterizată de o semiaxă mare de 3,1437596328759 UAi, o excentricitate de 0,1007445158364, o înclinație de 10,730163654933 ° în raport cu ecliptica.